# خرطوم (صيدا)
خرطوم  هي إحدى القرى اللبنانية من قرى قضاء صيدا في محافظة الجنوب. تبلغ مساحتها481 هكتاراً، وتبعد مسافة 60 كيلومتراً عن العاصمة بيروت، و20 كيلومتراً عن عاصمة الجنوب صيدا، كما ترتفع 300 متر عن سطح البحر.
يمكن الوصول إليها عبر سلوك طريقين: صيدا – المصيلح – كوثرية السياد، وساحلاً عبر الزهراني العاقبية الغسانية والمدخل الغربي لكوثرية السياد.85% من أبنائها، يقطنون خارج البلدة، إما في المغترب أو في المدينة، لكنهم لا ينقطعون عن العودة إلى ربوعها في نهاية كل أسبوع وفي كل مناسبة.

## أصل التسمية
تتنازع ثلاثة آراء أساسية حول أصل تسمية خرطوم، الرأي الأول يرد التسمية إلى كلمة «حارتوم» المشتقة من الآرامية، ومعناها العراف أو الكاهن والساحر، أما الرأي الثاني فيردّها إلى السريانية ومعناها ناب (سن) الفيل، وذلك ربطاً بحادثة العثور على أنياب فيلة مدفونة فيها قبل مئات السنين. أما الرأي الثالث فيردّها إلى مصطلح «الخراطيم» أي الوجهاء والأسياد.

## السكان
يقدّر عدد سكان بلدة خرطوم المسجلين بحوالي 1800 نسمة. ويقدر عدد المنازل بـ 250 منزلاً في أرجاء القرية.

## اقتصاد البلدة
تمثّل زراعة الزيتون والحبوب والخضار والتبغ والحمضيات مورداً معيشياً لشريحة كبيرة من أبناء البلدة، كذلك يوجد في البلدة عدد من المؤسسات التجارية، فضلاً عن عدد من المؤسسات المطبعية في العاصمة بيروت، والتي أسسها عدد من أبناء البلدة، حيث تعتبر هذه المؤسسات من الأهم في مجالاتها على أرض الوطن والخارج، وثمّة شريحة نخبوية من أبناء خرطوم منتشرة في بلاد الاغتراب، ومنهم من انخرط في أعمال وظيفية هامة في الدوائر الرسمية، والمهن الأخرى.